# Sewickley Heights
Sewickley Heights és una població dels Estats Units a l'estat de Pennsilvània. Segons el cens del 2000 tenia 981 habitants.

## Demografia
Segons el cens del 2000, Sewickley Heights tenia 981 habitants, 336 habitatges, i 273 famílies. La densitat de població era de 51,7 habitants/km².
Dels 336 habitatges en un 29,5% hi vivien nens de menys de 18 anys, en un 75% hi vivien parelles casades, en un 4,8% dones solteres, i en un 18,5% no eren unitats familiars. En el 16,1% dels habitatges hi vivien persones soles el 6,8% de les quals corresponia a persones de 65 anys o més que vivien soles. El nombre mitjà de persones vivint en cada habitatge era de 2,56 i el nombre mitjà de persones que vivien en cada família era de 2,87.
Per edats la població es repartia de la següent manera: un 20,6% tenia menys de 18 anys, un 3,5% entre 18 i 24, un 17,8% entre 25 i 44, un 30,1% de 45 a 60 i un 28% 65 anys o més.
L'edat mediana era de 50 anys. Per cada 100 dones de 18 o més anys hi havia 74,3 homes.
La renda mediana per habitatge era de 115.672 $ i la renda mediana per família de 158.756 $. Els homes tenien una renda mediana de 89.473 $ mentre que les dones 40.417 $. La renda per capita de la població era de 79.541 $. Entorn del 5,2% de les famílies i el 7% de la població estaven per davall del llindar de pobresa.

## Poblacions més properes
El següent diagrama mostra les poblacions més properes.